# CSD Loma Negra
Club Social y Deportivo Loma Negra – argentyński klub piłkarski z siedzibą w dzielnicy Loma Negra w mieście Olavarría, leżącym w prowincji Buenos Aires.

## Osiągnięcia
- Udział w mistrzostwach Argentyny Nacional (2): 1981, 1983
- Mistrz Liga de Fútbol de Olavarría (5): 1949, 1975, 1978, 1982, 1984

## Historia
Klub założony został 31 maja 1929 roku i gra obecnie w lidze prowincjonalnej Liga de Fútbol de Olavarría.